# Turquia nos Jogos Olímpicos de Verão de 2008
A Turquia competiu nos Jogos Olímpicos de Verão de 2008, em Pequim, na China.

## Medalhas
| Atleta            | Esporte   | Evento                           | Medalha |
| ----------------- | --------- | -------------------------------- | ------- |
| Ramazan Şahin     | Lutas     | Livre até 66 kg masculino        | Ouro    |
| Elvan Abeylegesse | Atletismo | 10000 m feminino                 | Prata   |
| Elvan Abeylegesse | Atletismo | 5000 m feminino                  | Prata   |
| Azize Tanrıkulu   | Taekwondo | Até 57 kg feminino               | Prata   |
| Nazmi Avluca      | Lutas     | Greco-romana até 84 kg masculino | Bronze  |
| Servet Tazegül    | Taekwondo | Até 68 kg masculino              | Bronze  |
| Yakup Kılıç       | Boxe      | Peso pena                        | Bronze  |

Originalmente Sibel Özkan obteve a medalha de prata na categoria até 48 kg do halterofilismo, mas em 22 de julho de 2016 o Comitê Olímpico Internacional a desclassificou por conta do uso da substância dopante estanozolol.

## Desempenho

### Atletismo
Masculino
| Atletas             | Evento                | Preliminares | Preliminares | Final         | Final       |
| Atletas             | Evento                | Marca        | Posição      | Marca         | Posição     |
| ------------------- | --------------------- | ------------ | ------------ | ------------- | ----------- |
| Halil Akkaş         | 3000 m com obstáculos | 8m44s70      | 35º          | Não avançou   | Não avançou |
| Selim Bayrak        | 5000 metros           | Não largou   | Não largou   | Não avançou   | Não avançou |
| Selim Bayrak        | 10000 metros          |              |              | 27m29s33 (NR) | 11º         |
| Abdil Ceylan        | Maratona              |              |              | 2h31m43s      | 71º         |
| Recep Çelik         | 20 km marcha atlética |              |              | 1h32m54s      | 49º         |
| Eşref Apak          | Arremesso de martelo  | 74,45m       | 16º          | Não avançou   | Não avançou |
| Ercüment Olgundeniz | Arremesso de disco    | 60,83m       | 20º          | Não avançou   | Não avançou |

Feminino
| Atletas           | Evento                | Preliminares  | Preliminares | Semifinal   | Semifinal   | Final         | Final            |
| Atletas           | Evento                | Marca         | Posição      | Marca       | Posição     | Marca         | Posição          |
| ----------------- | --------------------- | ------------- | ------------ | ----------- | ----------- | ------------- | ---------------- |
| Nevin Yanıt       | 100 m com barreiras   | 12s94         | 12º          | 13s28       | 14º         | Não avançou   | Não avançou      |
| Merve Aydın       | 800 metros            | 2m04s75       | 33º          | Não avançou | Não avançou | Não avançou   | Não avançou      |
| Alemitu Bekele    | 5000 metros           | 15m10s92      | 10º          |             |             | 15m48s48      | 7º               |
| Elvan Abeylegesse | 5000 metros           | 14m58s79 (SB) | 5º           |             |             | 15m42s74      | Medalha de prata |
| Elvan Abeylegesse | 10000 metros          |               |              |             |             | 29m56s34 (ER) | Medalha de prata |
| Aslı Çakır        | 3000 m com obstáculos | 10 m05s76     | 44º          |             |             | Não avançou   | Não avançou      |
| Türkan Erişmiş    | 3000 m com obstáculos | 9m48s54       | 33º          |             |             | Não avançou   | Não avançou      |
| Bahar Doğan       | Maratona              |               |              |             |             | 2h37m12s (PB) | 50º              |
| Melis Karin Mey   | Salto em distância    | 6,42m         | 24º          |             |             | Não avançou   | Não avançou      |
| Sviatlana Sudak   | Arremesso de martelo  | 68,22m        | 17º          |             |             | Não avançou   | Não avançou      |

### Boxe
| Atleta            | Evento           | Fase de 32                 | Fase de 16                | Quartas                 | Semifinais                   | Final                  | Posição           |
| Atleta            | Evento           | Adversário e resultado     | Adversário e resultado    | Adversário e resultado  | Adversário e resultado       | Adversário e resultado | Posição           |
| ----------------- | ---------------- | -------------------------- | ------------------------- | ----------------------- | ---------------------------- | ---------------------- | ----------------- |
| Furkan Ulaş Memiş | Peso mosca       | IND J. Kumar D RET         | Não avançou               | Não avançou             | Não avançou                  | Não avançou            | Não avançou       |
| Yakup Kılıç       | Peso pena        |                            | JPN S. Shimizu V PTS 12:9 | ALG A. Chadi V PTS 13:6 | UKR V. Lomachenko D PTS 1:10 | Não avançou            | Medalha de bronze |
| Onur Şipal        | Peso leve        | PUR J. Pedraza D PTS 3:10  | Não avançou               | Não avançou             | Não avançou                  | Não avançou            | Não avançou       |
| Adem Kılıçcı      | Peso meio-médio  | GBR B. Saunders D PTS 3:14 | Não avançou               | Não avançou             | Não avançou                  | Não avançou            | Não avançou       |
| Bahram Muzaffer   | Peso meio-pesado | KEN A. Ali V PTS 8:3       | IRL K. Egan D PTS 2:10    | Não avançou             | Não avançou                  | Não avançou            | Não avançou       |

### Ciclismo Mountain Bike
Masculino
| Atleta      | Evento        | Final     | Final     |
| Atleta      | Evento        | Tempo     | Posição   |
| ----------- | ------------- | --------- | --------- |
| Bilal Akgül | Cross-country | -2 voltas | -2 voltas |

### Halterofilismo
Masculino
| Atleta         | Evento | Arranque (kg) | Arremesso (kg) | Total (kg)    | Posição       |
| -------------- | ------ | ------------- | -------------- | ------------- | ------------- |
| Sedat Artuç    | -56kg  | 0             | Não completou  | Não completou | Não completou |
| Taner Sağır    | -77kg  | 0             | Não completou  | Não completou | Não completou |
| İzzet İnce     | -85kg  | 170,0         | 0              | Não completou | Não completou |
| Bünyamin Sudaş | -105kg | 166,0         | 207,0          | 373,0         | 14º           |

Feminino
| Atleta        | Evento | Arranque (kg) | Arremesso (kg) | Total (kg)    | Posição       |
| ------------- | ------ | ------------- | -------------- | ------------- | ------------- |
| Nurcan Taylan | -48kg  | 0             | Não completou  | Não completou | Não completou |
| Sibel Özkan   | -48kg  | 88,0          | 111,0          | 199,0 (PB)    | DSQ           |

### Judô
Masculino
| Atleta       | Evento | Preliminares           | Fase de 32                 | Fase de 16             | Quartas                | Semifinais             | Repescagem             | Repescagem             | Repescagem             | Final                  | Final       |
| Atleta       | Evento | Preliminares           | Fase de 32                 | Fase de 16             | Quartas                | Semifinais             | 1ª fase                | Quartas                | Semifinais             | Final                  | Final       |
| Atleta       | Evento | Adversário e resultado | Adversário e resultado     | Adversário e resultado | Adversário e resultado | Adversário e resultado | Adversário e resultado | Adversário e resultado | Adversário e resultado | Adversário e resultado | Pos.        |
| ------------ | ------ | ---------------------- | -------------------------- | ---------------------- | ---------------------- | ---------------------- | ---------------------- | ---------------------- | ---------------------- | ---------------------- | ----------- |
| Sezer Huysuz | -73 kg |                        | AUS D. Iverson V 1000-0000 | CHN Si R. D 0001-0010  | Não avançou            | Não avançou            | Não avançou            | Não avançou            | Não avançou            | Não avançou            | Não avançou |

### Lutas
Greco-romana
| Atleta       | Evento  | Preliminar                    | Oitavas de final                | Quartas de final            | Semifinal               | Repescagem 1ª rodada   | Repescagem 2ª rodada          | Final                                          | Final             |
| Atleta       | Evento  | Adversário e resultado        | Adversário e resultado          | Adversário e resultado      | Adversário e resultado  | Adversário e resultado | Adversário e resultado        | Adversário e resultado                         | Pos.              |
| ------------ | ------- | ----------------------------- | ------------------------------- | --------------------------- | ----------------------- | ---------------------- | ----------------------------- | ---------------------------------------------- | ----------------- |
| Soner Sucu   | -60 kg  |                               | RUS I. Albiev D 0-6, 0-6        |                             |                         |                        | CUB R. Monzón D 3-1, 2-4, 1-1 | Não avançou                                    | Não avançou       |
| Şeref Eroğlu | -66 kg  |                               | BUL N. Gergov D 1-1, 1-2        | Não avançou                 | Não avançou             | Não avançou            | Não avançou                   | Não avançou                                    | Não avançou       |
| Şeref Tüfenk | -74 kg  | AZE I. Abdulov D 1-2, 1-1     | Não avançou                     | Não avançou                 | Não avançou             | Não avançou            | Não avançou                   | Não avançou                                    | Não avançou       |
| Nazmi Avluca | -84 kg  |                               | GEO B. Khasaia V 4-0, 1-1       | IRI S. Tahmasebi V 2-2, 3-0 | HUN Z. Fodor D 1-2, 1-1 |                        |                               | Disputa pelo bronze: CHN Ma S. V 0-4, 5-0, 6-0 | Medalha de bronze |
| Mehmet Özal  | -96 kg  | UKR O. Kryoka V 4-2, 1-2, 1-1 | LTU M. Ežerskis D 2-2, 1-2, 1-3 | Não avançou                 | Não avançou             | Não avançou            | Não avançou                   | Não avançou                                    | Não avançou       |
| Rıza Kayaalp | -120 kg |                               | LTU M. Mizgaitis D 1-1, 1-3     | Não avançou                 | Não avançou             | Não avançou            | Não avançou                   | Não avançou                                    | Não avançou       |

Livre masculino
| Atleta         | Evento  | Preliminar                       | Oitavas de final                 | Quartas de final                 | Semifinal                     | Repescagem 1ª rodada          | Repescagem 2ª rodada       | Final                                        | Final           |
| Atleta         | Evento  | Adversário e resultado           | Adversário e resultado           | Adversário e resultado           | Adversário e resultado        | Adversário e resultado        | Adversário e resultado     | Adversário e resultado                       | Pos.            |
| -------------- | ------- | -------------------------------- | -------------------------------- | -------------------------------- | ----------------------------- | ----------------------------- | -------------------------- | -------------------------------------------- | --------------- |
| Sezar Akgül    | -55 kg  |                                  | JPN T. Matsunaga D 0-5, 0-3      |                                  |                               | SEN A. Diatta V 1-0, 0-1, 1-0 | UZB D. Mansurov D 0-4, 0-4 | Não avançou                                  | Não avançou     |
| Tevfik Odabaşı | -60 kg  | MKD M. Ramazanov D 7-0, 0-2, 0-2 | Não avançou                      | Não avançou                      | Não avançou                   | Não avançou                   | Não avançou                | Não avançou                                  | Não avançou     |
| Ramazan Şahin  | -66 kg  |                                  | CUB G. Garzón V 1-0, 7-4         | IRI M. Taghavi V 3-0, 1-0        | GEO O. Tushishvili V 1-0, 3-1 |                               |                            | UKR A. Stadnik V 2-2, 2-1, 2-2               | Medalha de ouro |
| Ahmet Gülhan   | -74 kg  | AUS A. Abdo V 1-0, 2-0           | RUS B. Saitiev D 0-1, 0-4        |                                  |                               | KOR Cho B-K. D 0-1, 2-0, 1-2  | Não avançou                | Não avançou                                  | Não avançou     |
| Serhat Balcı   | -84 kg  |                                  | CAN T. Cross V 1-1, 1-1          | CUB R. Salas V 1-0, 2-0          | TJK Y. Abdusalomov D 0-3, 0-1 |                               |                            | Disputa pelo bronze: UKR T. Danko D 0-1, 0-2 | 5º              |
| Hakan Koç      | -96 kg  |                                  | GER S. Kehrer V 1-0, 1-1         | RUS S. Muradov D 0-1, 0-2        |                               |                               | UKR G. Tibilov D 0-1, 1-3  | Não avançou                                  | Não avançou     |
| Aydın Polatçı  | -120 kg |                                  | UKR I. Ishchenko V 0-3, 1-0, 1-0 | KAZ M. Mutalimov D 0-1, 2-1, 0-2 | Não avançou                   | Não avançou                   | Não avançou                | Não avançou                                  | Não avançou     |

### Natação
Masculino
| Atleta(s)       | Evento          | Eliminatórias | Eliminatórias | Semifinal   | Semifinal   | Final       | Final       |
| Atleta(s)       | Evento          | Tempo         | Posição       | Tempo       | Posição     | Tempo       | Posição     |
| --------------- | --------------- | ------------- | ------------- | ----------- | ----------- | ----------- | ----------- |
| Kaan Tayla      | 50 m livre      | 22s66         | 37º           | Não avançou | Não avançou | Não avançou | Não avançou |
| Ediz Yıldırımer | 1500 m livre    | 16m28s79      | 35º           |             |             | Não avançou | Não avançou |
| Derya Büyükuncu | 100 m costas    | 55s43         | 30º           | Não avançou | Não avançou | Não avançou | Não avançou |
| Derya Büyükuncu | 200 m costas    | 1m59s86       | 22º           | Não avançou | Não avançou | Não avançou | Não avançou |
| Demir Atasoy    | 100 m peito     | 1m02s25       | 39º           | Não avançou | Não avançou | Não avançou | Não avançou |
| Ömer Aslanoğlu  | 200 m peito     | 2m17s93       | 51º           | Não avançou | Não avançou | Não avançou | Não avançou |
| Onur Uras       | 100 m borboleta | 54s79         | 58º           | Não avançou | Não avançou | Não avançou | Não avançou |
| Serkan Atasay   | 200 m medley    | 2m05s25       | 42º           | Não avançou | Não avançou | Não avançou | Não avançou |
| Deniz Nazar     | 400 m medley    | 4m30s80       | 28º           |             |             | Não avançou | Não avançou |

Feminino
| Atleta(s)            | Evento          | Eliminatórias | Eliminatórias | Semifinal   | Semifinal   | Final       | Final       |
| Atleta(s)            | Evento          | Tempo         | Posição       | Tempo       | Posição     | Tempo       | Posição     |
| -------------------- | --------------- | ------------- | ------------- | ----------- | ----------- | ----------- | ----------- |
| Dilara Buse Günaydın | 100 m peito     | 1m10s45       | 28º           | Não avançou | Não avançou | Não avançou | Não avançou |
| Dilara Buse Günaydın | 200 m peito     | 2m31s86       | 32º           | Não avançou | Não avançou | Não avançou | Não avançou |
| İris Rosenberger     | 100 m borboleta | 1m01s67       | 44º           | Não avançou | Não avançou | Não avançou | Não avançou |
| Gülşah Günenç        | 200 m borboleta | 2m14s44       | 32º           | Não avançou | Não avançou | Não avançou | Não avançou |

### Taekwondo
Masculino
| Atleta          | Evento | Preliminares           | Quartas                | Semifinais             | Repescagem             | Final                                  | Posição           |
| Atleta          | Evento | Adversário e resultado | Adversário e resultado | Adversário e resultado | Adversário e resultado | Adversário e resultado                 | Posição           |
| --------------- | ------ | ---------------------- | ---------------------- | ---------------------- | ---------------------- | -------------------------------------- | ----------------- |
| Servet Tazegül  | -68kg  | CUB G. Viera V 4-3     | KOR Son T-J. D 0-1     |                        | NED D. Bekkers V 3-2   | Disputa pelo bronze PER P. López V 1-0 | Medalha de bronze |
| Bahri Tanrıkulu | -80kg  | USA S. Lopez D 0-3     | Não avançou            | Não avançou            | Não avançou            | Não avançou                            | Não avançou       |

Feminino
| Atleta          | Evento | Preliminares           | Quartas                | Semifinais             | Repescagem             | Final                  | Posição          |
| Atleta          | Evento | Adversário e resultado | Adversário e resultado | Adversário e resultado | Adversário e resultado | Adversário e resultado | Posição          |
| --------------- | ------ | ---------------------- | ---------------------- | ---------------------- | ---------------------- | ---------------------- | ---------------- |
| Azize Tanrıkulu | -57kg  | MAS T. Elaine V 7-4    | USA D. Lopez V 2-1     | CRO M. Zubčić V 5-3    |                        | KOR Lim S-J. D 0-1     | Medalha de prata |
| Sibel Güler     | -67kg  | ARG V. Sánchez D 0-4   | Não avançou            | Não avançou            | Não avançou            | Não avançou            | Não avançou      |

### Tênis de mesa
Masculino
| Atleta(s) | Evento     | Preliminar                                                    | 1ª etapa                                                 | 2ª etapa               | 3ª etapa               | 4ª etapa               | Quartas                | Semifinais             | Final                  |
| Atleta(s) | Evento     | Adversário e resultado                                        | Adversário e resultado                                   | Adversário e resultado | Adversário e resultado | Adversário e resultado | Adversário e resultado | Adversário e resultado | Adversário e resultado |
| --------- | ---------- | ------------------------------------------------------------- | -------------------------------------------------------- | ---------------------- | ---------------------- | ---------------------- | ---------------------- | ---------------------- | ---------------------- |
| Cem Zeng  | Individual | NGR M. Merotohun V 4-2 (10-12, 11-5, 11-8, 8-11, 12-10, 11-9) | SRB A. Karakašević D 1-4 (8-11, 11-13, 7-11, 11-9, 1-11) | Não avançou            | Não avançou            | Não avançou            | Não avançou            | Não avançou            | Não avançou            |

Feminino
| Atleta(s) | Evento     | Preliminar             | 1ª etapa                                          | 2ª etapa                                                  | 3ª etapa                                             | 4ª etapa               | Quartas                | Semifinais             | Final                  |
| Atleta(s) | Evento     | Adversário e resultado | Adversário e resultado                            | Adversário e resultado                                    | Adversário e resultado                               | Adversário e resultado | Adversário e resultado | Adversário e resultado | Adversário e resultado |
| --------- | ---------- | ---------------------- | ------------------------------------------------- | --------------------------------------------------------- | ---------------------------------------------------- | ---------------------- | ---------------------- | ---------------------- | ---------------------- |
| Melek Hu  | Individual |                        | TPE Pan L-C. V 4-1 (9-11, 11-9, 11-4, 11-8, 11-6) | GER E. Schall V 4-2 (11-6, 6-11, 12-10, 11-6, 6-11, 11-7) | JPN A. Fukuhara D 1-4 (6-11, 8-11, 7-11, 11-9, 5-11) | Não avançou            | Não avançou            | Não avançou            | Não avançou            |

### Tiro
Masculino
| Atleta      | Evento             | Qualificação | Qualificação | Final       | Final       | Posição |
| Atleta      | Evento             | Placar       | Posição      | Placar      | Total       | Posição |
| ----------- | ------------------ | ------------ | ------------ | ----------- | ----------- | ------- |
| Yusuf Dikeç | Pistola de ar 10 m | 566          | 45º          | Não avançou | Não avançou | 45º     |
| Yusuf Dikeç | Pistola livre 50 m | 552          | 23º          | Não avançou | Não avançou | 23º     |

### Tiro com arco
Masculino
| Atleta             | Evento     | Fase de Ranking | Fase de Ranking | Fase de 64             | Fase de 32             | Oitavas                | Quartas                | Semifinais             | Final                  | Final       |
| Atleta             | Evento     | Placar          | Chave           | Adversário e resultado | Adversário e resultado | Adversário e resultado | Adversário e resultado | Adversário e resultado | Adversário e resultado | Posição     |
| ------------------ | ---------- | --------------- | --------------- | ---------------------- | ---------------------- | ---------------------- | ---------------------- | ---------------------- | ---------------------- | ----------- |
| Yusuf Göktuğ Ergin | Individual | 660             | 23º             | POR N. Pombo V 106-103 | KOR Lee C-H. D 109-117 | Não avançou            | Não avançou            | Não avançou            | Não avançou            | Não avançou |

Feminino
| Atleta              | Evento     | Fase de Ranking | Fase de Ranking | Fase de 64                | Fase de 32             | Oitavas                | Quartas                | Semifinais             | Final                  | Final       |
| Atleta              | Evento     | Placar          | Chave           | Adversário e resultado    | Adversário e resultado | Adversário e resultado | Adversário e resultado | Adversário e resultado | Adversário e resultado | Posição     |
| ------------------- | ---------- | --------------- | --------------- | ------------------------- | ---------------------- | ---------------------- | ---------------------- | ---------------------- | ---------------------- | ----------- |
| Zekiye Keskin Şatır | Individual | 644             | 16º             | GRE E. Romantzi D 103-105 | Não avançou            | Não avançou            | Não avançou            | Não avançou            | Não avançou            | Não avançou |

### Vela
Masculino
| Atleta                 | Evento | Regata | Regata | Regata | Regata | Regata | Regata | Regata | Regata | Regata | Regata | Regata  | Pontos | Posição |
| Atleta                 | Evento | 1      | 2      | 3      | 4      | 5      | 6      | 7      | 8      | 9      | 10     | M       | Pontos | Posição |
| ---------------------- | ------ | ------ | ------ | ------ | ------ | ------ | ------ | ------ | ------ | ------ | ------ | ------- | ------ | ------- |
| Ertuğrul İçingir       | RS:X   | DSQ    | 28     | 15     | 19     | 27     | 19     | 12     | 23     | 23     | 6      | Não av. | 172    | 22º     |
| Kemal Muslubaş         | Laser  | 4      | 42     | 27     | 19     | 15     | 27     | 7      | 15     | 32     |        | Não av. | 146    | 18º     |
| Ateş Çınar Deniz Çınar | 470    | 23     | 13     | 26     | 22     | 22     | 23     | 26     | 21     | 28     | 22     | Não av. | 198    | 28º     |

Feminino
| Atleta           | Evento | Regata | Regata | Regata | Regata | Regata | Regata | Regata | Regata | Regata | Regata | Regata  | Pontos | Posição |
| Atleta           | Evento | 1      | 2      | 3      | 4      | 5      | 6      | 7      | 8      | 9      | 10     | M       | Pontos | Posição |
| ---------------- | ------ | ------ | ------ | ------ | ------ | ------ | ------ | ------ | ------ | ------ | ------ | ------- | ------ | ------- |
| Sedef Köktentürk | RS:X   | 26     | 25     | 26     | 27     | OCS    | 24     | 24     | DNF    | 27     | 25     | Não av. | 232    | 27º     |

Aberto
| Atleta            | Evento | Regata | Regata | Regata | Regata | Regata | Regata | Regata | Regata | Regata  | Pontos | Posição |
| Atleta            | Evento | 1      | 2      | 3      | 4      | 5      | 6      | 7      | 8      | M       | Pontos | Posição |
| ----------------- | ------ | ------ | ------ | ------ | ------ | ------ | ------ | ------ | ------ | ------- | ------ | ------- |
| Ali Kemal Tüfekçi | Finn   | 20     | 21     | 13     | 18     | 14     | 19     | 6      | 17     | Não av. | 128    | 20º     |

Legenda
| Recorde mundial      | Recorde mundial (World record)               |                       | Recorde africano                      | Recorde africano (African) |                                           | Q | Classificado por posição (Qualified) |
| Recorde olímpico     | Recorde olímpico (Olympic record)            | Recorde da América    | Recorde da América (Americas)         | q                          | Classificado por melhor tempo (Qualified) |   |                                      |
| Melhor marca do ano  | Melhor marca do ano (World leading)          | Recorde asiático      | Recorde asiático (Asian)              | DNS                        | Não largou (Did not start)                |   |                                      |
| Recorde nacional     | Recorde nacional (National record)           | Recorde europeu       | Recorde europeu (European)            | DNF                        | Não terminou (Did not finish)             |   |                                      |
| Recorde pessoal      | Recorde pessoal do atleta (Personal best)    | Recorde da Oceania    | Recorde da Oceania (Oceania)          | DSQ / DQ                   | Desclassificado (Disqualified)            |   |                                      |
| Recorde da temporada | Recorde da temporada do atleta (Season best) | Recorde sul-americano | Recorde sul-americano (South America) | NM                         | Sem marca (No mark)                       |   |                                      |

| M   | Regata da Medalha da qual só participam os dez primeiros colocados das regatas anteriores  |  |  | CAN | Regata cancelada |
| BFD | Desclassificado por bandeira preta (Black Flag Disqualified)                               |  |  |     |                  |
| UFD | Desclassificado por bandeira "U" (U Flag Disqualified)                                     |  |  |     |                  |
| OCS | Largada queimada (On the Course Side of the starting line)                                 |  |  |     |                  |
| DNE | Desclassificação sem eliminação (infração a um item do regulamento da prova – Did Not End) |  |  |     |                  |